# Château de Boissia
Le château de Boissia est situé à Boissia dans le Jura en France. Il est inscrit au titre des monuments historiques depuis 1991.
L'artiste-peintre et écrivaine finno-suédoise Christina Thorne y vit depuis 1986. Elle l'a rénové alors qu'il menaçait de tomber en ruines.